# Comitato di Licca-Corbavia
Il comitato di Licca-Corbavia (in ungherese Lika-Korbava vármegye, in croato Ličko-krbavska županija) è stato un antico comitato del Regno d'Ungheria situato nell'odierna Croazia occidentale. Il comitato apparteneva al regno autonomo di Croazia e Slavonia; suo capoluogo era la città di Goszpics, oggi nota col nome croato di Gospić.

## Geografia fisica
Il comitato di Licca-Corbavia confinava a nord col comitato di Modrussa-Fiume, ad est con la Bosnia ed Erzegovina e a sud con la Dalmazia austriaca. Il nome del comitato deriva dai nomi di due regioni della Croazia continentale: la Lika e la Krbava, entrambi costituite da altopiani carsici scarsamente popolati e circondati da aspri rilievi. Il comitato aveva pure un ampio sbocco sul mare Adriatico in prossimità del canale della Morlacca, ma privo di era privo di significativi scali marittimi. Le prospicienti isole di Arbe e Pago appartenevano invece alla Dalmazia.

## Storia
In seguito alla prima guerra mondiale il comitato fu sciolto e col trattato del Trianon (1920) passò al Regno dei Serbi, Croati e Sloveni (poi trasformatosi in Regno di Iugoslavia). Dal 1991, anno dell'indipendenza dalla Iugoslavia, il territorio dell'antico comitato appartiene alla Croazia e corrisponde grosso modo alla regione della Lika e di Segna.